# یواس‌اس کنستان (ای‌ام-۸۶)
یواس‌اس کنستان (ای‌ام-۸۶) (به انگلیسی: USS Constant (AM-86)) یک کشتی بود که طول آن ۱۷۳ فوت ۸ اینچ (۵۲٫۹۳ متر) بود. این کشتی در سال ۱۹۴۲ ساخته شد.